# Zanthoxylum weberbaueri
Zanthoxylum weberbaueri là một loài thực vật có hoa trong họ Cửu lý hương. Loài này được (K. Krause) J.F. Macbr. miêu tả khoa học đầu tiên năm 1949.